# Élections aux Cortes de Castille-et-León
Les élections aux Cortes de Castille-et-León (en espagnol : elecciones a las Cortes de Castilla y León) se tiennent tous les quatre ans, afin d'élire les députés aux Cortes de Castille-et-León. Celles-ci se composent, actuellement, de 81 députés.

## Résumé
| Année | Participation | Hémicycle                     | Parti en tête | Parti en tête      | Score   | Sièges  | Président | Président                 | Président |
| ----- | ------------- | ----------------------------- | ------------- | ------------------ | ------- | ------- | --------- | ------------------------- | --------- |
| 1983  | 69,84 %       |                               |               | Parti socialiste   | 44,80 % | 42 / 84 |           | Demetrio Madrid           | PSOE      |
| 1983  | 69,84 %       | José Constantino Nalda (1986) |               | Parti socialiste   | 44,80 % | 42 / 84 |           |                           | PSOE      |
| 1987  | 73,15 %       |                               |               | Alliance populaire | 34,91 % | 32 / 84 |           | José María Aznar          | AP        |
| 1987  | 73,15 %       | Jesús Posada (1989)           |               | Alliance populaire | 34,91 % | 32 / 84 |           |                           | AP        |
| 1991  | 67,57 %       |                               |               | Parti populaire    | 44,25 % | 43 / 84 |           | Juan José Lucas           | PP        |
| 1995  | 73,05 %       |                               |               | Parti populaire    | 53,48 % | 50 / 84 |           | Juan José Lucas           | PP        |
| 1999  | 69,24 %       |                               |               | Parti populaire    | 50,54 % | 48 / 83 |           | Juan José Lucas           | PP        |
| 1999  | 69,24 %       | Juan Vicente Herrera (2001)   |               | Parti populaire    | 50,54 % | 48 / 83 |           |                           | PP        |
| 2003  | 72,66 %       |                               |               | Parti populaire    | 49,63 % | 48 / 82 |           | Juan Vicente Herrera      | PP        |
| 2007  | 70,70 %       |                               |               | Parti populaire    | 50,16 % | 48 / 83 |           | Juan Vicente Herrera      | PP        |
| 2011  | 67,50 %       |                               |               | Parti populaire    | 53,30 % | 53 / 84 |           | Juan Vicente Herrera      | PP        |
| 2015  | 64,87 %       |                               |               | Parti populaire    | 40,71 % | 42 / 84 |           | Juan Vicente Herrera      | PP        |
| 2019  | 65,80 %       |                               |               | Parti socialiste   | 34,84 % | 35 / 81 |           | Alfonso Fernández Mañueco | PP        |
| 2022  | 58,75 %       |                               |               | Parti populaire    | 31,40 % | 31 / 81 |           | Alfonso Fernández Mañueco | PP        |